# Malik Joyeux
Malik Joyeux est un surfeur professionnel français né le 31 mars 1980 à Moorea en Polynésie française et mort noyé le 2 décembre 2005 sur le spot de Banzai Pipeline à Hawaï. Spécialiste du surf de grosses vagues, il était surnommé « Le Petit Prince de Tahiti ».

## Biographie
Malik Joyeux est né à Moorea, île de Polynésie française située face à l'île de Tahiti. Il apprend le surf à l'âge de 8 ans. Il décide ensuite de se consacrer au free surf, c'est-à-dire éloigné des compétitions du circuit professionnel. Il se spécialise ensuite dans le surf de grosse vagues.
En 1999 et 2000, il participe en tant que wild card au Gotcha Tahiti Pro, qui constitue une épreuve du championnat du monde de surf. Il parvient à chaque fois à atteindre le stade des quarts de finale. En 2001, il est demi-finaliste du Volcom Air Show. Mais il doit principalement sa notoriété dans le milieu du surf à une énorme vague surfée à Teahupoo sur l'île de Tahiti. Cette vague, considérée alors comme la plus grosse vague jamais surfée à Teahupoo, lui rapporte le prix Billabong XXL Heaviest Tube attribué par l'ASP pour récompenser le plus gros tube de l'année 2003. Il reçoit par ailleurs en 2004 le Monster Tube Award.
Il meurt noyé le 2 décembre 2005 après une chute à Banzai Pipeline, sur le North Shore d'Oahu à Hawaï, à l'âge de 25 ans. Le film qu'il était en train de tourner avec son frère Teiva pour un studio américain sortira malgré son décès[réf. nécessaire].

## Circonstances du décès
À 10 h 9 le 2 décembre 2005, Malik Joyeux réalise un take-off sur une vague de 2,5 mètres sur le spot de Banzai Pipeline, sur le North Shore d'Oahu à Hawaï. Sans achever sa première manœuvre, il est écrasé par la lèvre de la vague et heurte sa tête contre sa planche qui se brise sous le choc. Le leash de la planche se détache par ailleurs de Joyeux qui se retrouve inanimé sous l'eau.
Des photographes et surfeurs présents à l'eau ainsi que des personnes sur la plage se mettent à rechercher activement Joyeux en plongeant sous l'épaisse écume formée par le déferlement des vagues. Le corps de Joyeux est retrouvé à 100 mètres au nord de Pipeline, sur la plage d'Ehukai, 10 à 15 minutes plus tard. Les tentatives de massage cardiaque opérées par les sauveteurs se montrent vaines. L'autopsie confirmera par la suite que le choc de sa tête sur sa planche l'avait rendu inconscient.